# بيت بيترز
بيت بيترز هو لاعب هوكي الجليد كندي، ولد في 17 أغسطس 1957 في إدمونتون في كندا.

## وصلات خارجية
- بيت بيترز على موقع دوري الهوكي الوطني (الإنجليزية)
- بيت بيترز على موقع قاعة مشاهير الهوكي (لاعب أن.إتش.أل) (الإنجليزية)
- بيت بيترز على موقع EliteProspects.com (الإنجليزية)
- بيت بيترز على موقع HockeyDB.com (الإنجليزية)
- بيت بيترز على موقع Hockey-Reference.com (الإنجليزية)